# Lumières de Chabbat

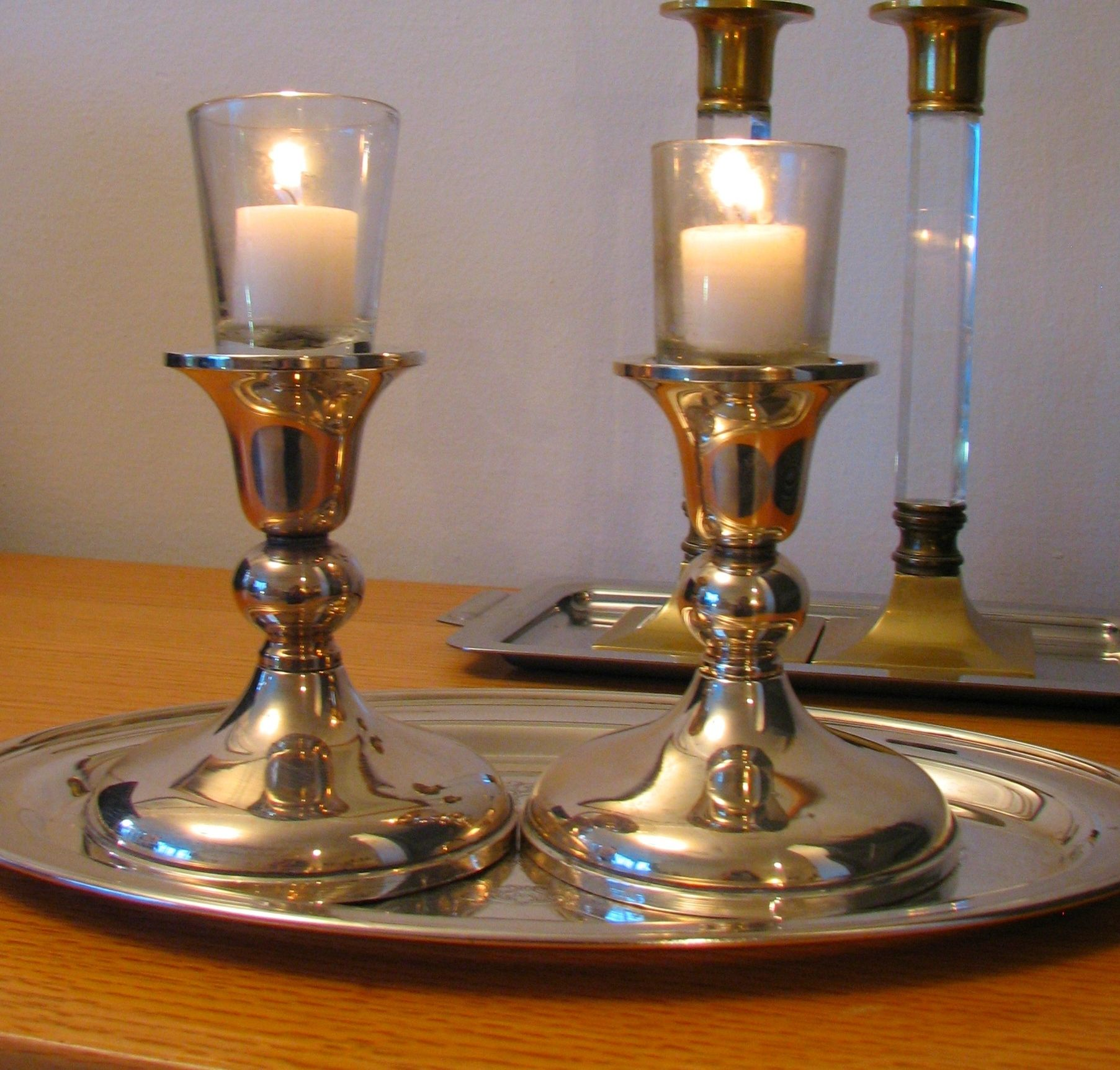
Bougies allumées pendant le Sàbat.

Les lumières de Chabbat (en hébreu: נרות שבת ) sont les bougies allumées ou un allumage à l'huile le vendredi avant la nuit pour marquer le début du samedi juif. Allumer les bougies de Chabbat est une loi rabbinique. L'allumage des bougies est effectué traditionnellement par la femme de la maison, mais en l'absence d'une femme, l'obligation revient à l'homme. Après avoir allumé les bougies, la femme passe ses mains autour des bougies, se couvre les yeux, et récite une bénédiction.